# Thomasomys hylophilus
Thomasomys hylophilus és una espècie de mamífer rosegador de la família dels cricètids. Viu a altituds superiors a 2.000 msnm a Colòmbia i Veneçuela. Es tracta d'un animal nocturn i de dieta omnívora. Els seus hàbitats naturals són les zones humides i les selves nebuloses. Està amenaçat per la desforestació, l'agricultura il·legal (plantacions de coca), conflictes fronterers i l'activitat guerrillera.